# هریسبورگ، میسوری
هریسبورگ (به انگلیسی: Harrisburg) یک روستا (ایالات متحده آمریکا) در ایالات متحده آمریکا است که در شهرستان بونی، میزوری واقع شده‌است.
 هریسبورگ ۲٫۰۸ کیلومتر مربع مساحت و ۲۶۶ نفر جمعیت دارد و ۲۵۵ متر بالاتر از سطح دریا واقع شده‌است.